# (33408) Mananshah
1999 CW76 (asteroide 33408) é um asteroide da cintura principal. Possui uma excentricidade de 0.05458810 e uma inclinação de 6.11062º.
Este asteroide foi descoberto no dia 12 de fevereiro de 1999 por LINEAR em Socorro.